# HD 125072
HD 125072 is een oranje dwerg met een spectraalklasse van K3.IV. De ster bevindt zich 38,55 lichtjaar van de zon.